# Peso meksykańskie
Peso meksykańskie (z łac. pensum = „odważone”, hiszp. peso – „ciężar”, „sztuka”) – nazwa jednostki monetarnej Meksyku. Dzieli się na 100 centavo. Peso było pierwszą walutą (1770), której symbolem był „$”, w 1785 Stany Zjednoczone zaadaptowały symbol do swojej waluty.